# Бернард Свідницький
Берна́рд (пол. Bernard; 1288/1291 — 6 травня 1326) — князь Свідницький (1301—1326), Яворський (1301—1312) і Зембицький (1301—1322). Представник роду Свідницьких П'ястів. Другий син яворського князя Болеслава І.

## Імена
- Берна́рд Свидницький (пол. Bernard Świdnicki) — за назвою основного Свидницького князівства.
- Берна́рд Яворський (пол. Bernard Jaworski) — за назвою Яворського князівства.
- Берна́рд Зембицький (пол. Bernard Ziębicki) — за назвою Зембицького князівства.

## Біографія
Бернард народився між 1288 і 1291 роками. Він був другим сином яворського князя Болеслава І і Беатриси Бранденбург-Зальцведельської. Після смерті старшого брата він став головним спадкоємцем батьківського престолу.
На момент смерті батька в 1301 році Бернард був неповнолітнім, тому чотири роки перебував під опікою матері та дядька Германа Бранденбург-Зальцведельського. 1305 року він досяг повноліття, став повноправним розпорядником Свідниці, Явора і Зембиці, а також опікуном над молодшими братами.
1308 року Бернард уклав союз із баварським герцогом Людвігом IV, видавши за нього свою сестру Беатрису, а 1310 року — союз із Польщею, взявши за дружину Кунегунду, доньку польського короля Володислава І Локетка.
1311 року Бернард був посередником на переговорах в Оломоуці щодо долі Опавського князівства. За результатами цих переговорів князівство перейшло до домену Йоганна, короля Богемії, який виплатив легницькому князю Болеславу, що претендував на нього компенсацію. Згодом, Бернард викупив у останнього Немчу.
1312 року Бернард віддав братові Генріху в уділ Явір і Львувек, а 1322 року передав Болеславу Зембицю. Самому Бернардові залишилося лише Свідницьке князівство.
На початку 1320-х років Бернард як союзник польського короля Володислава І воював проти Глогувських князів. 1322 року він взяв участь у поході Тевтонського ордену до Великого князівства Литовського.
Бернард помер 6 травня 1326 року й був похований у Крешівському монастирі.

## Родина
Дружина (з 1310) — Кунегунда, донька польського короля Владислава І Локетка.
Діти:
- Болко II Малий (бл. 1312—1368).
- Констанція (бл. 1313—до 1363) — одружена в березні 1326 року з князем Глогувським Пшемком II.
- Єлизавета (1309/1315—1348) — чоловік Болеслав II, князь Опольський.
- Генріх II (бл. 1316 — до 1345).
- Беата (бл. 1320 — після 1331).